# چه جادویی کردی؟
چه جادویی کردی؟ 
(به تلوگویی: Ye Maaya Chesave) یا (به انگلیسی: What magic have you done?) فیلمی هندی محصول سال ۲۰۱۰ و به کارگردانی گوتام واسوداو منون است. در این فیلم بازیگرانی همچون نگا چایتانیا، سامانتا روت پرابو، پوری جاگاناد، سیلامباراسان و تریشا ایفای نقش کرده‌اند.